# Yanick Brecher
Yanick Brecher (Zürich, 1993. május 25. –) svájci korosztályos válogatott labdarúgó, a Zürich kapusa és csapatkapitánya.

## Pályafutása

### Klubcsapatokban
Brecher a svájci Zürich városában született. Az ifjúsági pályafutását a Männedorf csapatában kezdte, majd 2006-ban a Zürich akadémiájánál folytatta.
2012-ben mutatkozott be a Zürich első osztályban szereplő felnőtt csapatában. A 2014–15-ös szezonban kölcsönben a másodosztályú Wil csapatát erősítette. Először 2014. július 21-én, a Winterthur ellen 4–0-ra elvesztett ligamérkőzésen lépett pályára. 2015 áprilisában visszatért a Zürichhez. A 2015–16-os idényben kiestek a Challenge League-be, majd a következő szezonban újra feljutottak az első osztályba. 2018 óta néhány mérkőzés kivételével mindig a kezdőcsapatban szerepelt.

### A válogatottban
Brecher az U17-estől egészen az U21-esig minden korosztályban képviselte Svájcot.
2013-ban mutatkozott be a svájci U21-es válogatottban. Először 2013. február 6-án, Szlovákia ellen 1–0-ra elvesztett barátságos mérkőzésen lépett pályára.

## Statisztikák
2022. szeptember 18. szerint
| Klub             | Szezon   | Osztály          | Bajnokság | Bajnokság | Kupa  | Kupa | Nemzetközi | Nemzetközi | Összesen | Összesen |
| Klub             | Szezon   | Osztály          | Meccs     | Gól       | Meccs | Gól  | Meccs      | Gól        | Meccs    | Gól      |
| ---------------- | -------- | ---------------- | --------- | --------- | ----- | ---- | ---------- | ---------- | -------- | -------- |
| Zürich           | 2012–13  | Super League     | 1         | 0         | 0     | 0    | 0          | 0          | 1        | 0        |
| Zürich           | 2013–14  | Super League     | 2         | 0         | 0     | 0    | 0          | 0          | 2        | 0        |
| Zürich           | 2014–15  | Super League     | 11        | 0         | 1     | 0    | 0          | 0          | 12       | 0        |
| Zürich           | 2015–16  | Super League     | 22        | 0         | 0     | 0    | 2          | 0          | 24       | 0        |
| Zürich           | 2016–17  | Challenge League | 2         | 0         | 0     | 0    | 0          | 0          | 2        | 0        |
| Zürich           | 2017–18  | Super League     | 14        | 0         | 4     | 0    | 0          | 0          | 18       | 0        |
| Zürich           | 2018–19  | Super League     | 35        | 0         | 0     | 0    | 7          | 0          | 42       | 0        |
| Zürich           | 2019–20  | Super League     | 33        | 0         | 2     | 0    | 0          | 0          | 35       | 0        |
| Zürich           | 2020–21  | Super League     | 36        | 0         | 0     | 0    | 0          | 0          | 36       | 0        |
| Zürich           | 2021–22  | Super League     | 34        | 0         | 0     | 0    | 0          | 0          | 34       | 0        |
| Zürich           | 2022–23  | Super League     | 8         | 0         | 1     | 0    | 8          | 0          | 17       | 0        |
| Zürich           | Összesen | Összesen         | 198       | 0         | 8     | 0    | 17         | 0          | 223      | 0        |
| Wil (kölcsönben) | 2014–15  | Challenge League | 25        | 0         | 0     | 0    | 0          | 0          | 25       | 0        |
| Összesen         | Összesen | Összesen         | 223       | 0         | 8     | 0    | 17         | 0          | 248      | 0        |

## Sikerei, díjai
Zürich
- Super League
  - Bajnok (1): 2021–22

- Challenge League
  - Feljutó (1): 2016–17

- Svájci Kupa
  - Győztes (3): 2013–14, 2015–16, 2017–18